# IEEE Transactions on Information Theory
IEEE Transactions on Information Theory is een internationaal, aan collegiale toetsing onderworpen wetenschappelijk tijdschrift op het gebied van de informatietheorie. De naam wordt in literatuurverwijzingen meestal afgekort tot IEEE Trans. Inform. Theor. Het wordt uitgegeven door het Institute of Electrical and Electronics Engineers en verschijnt maandelijks. Het eerste nummer verscheen in 1953.